# Avraham Sharir

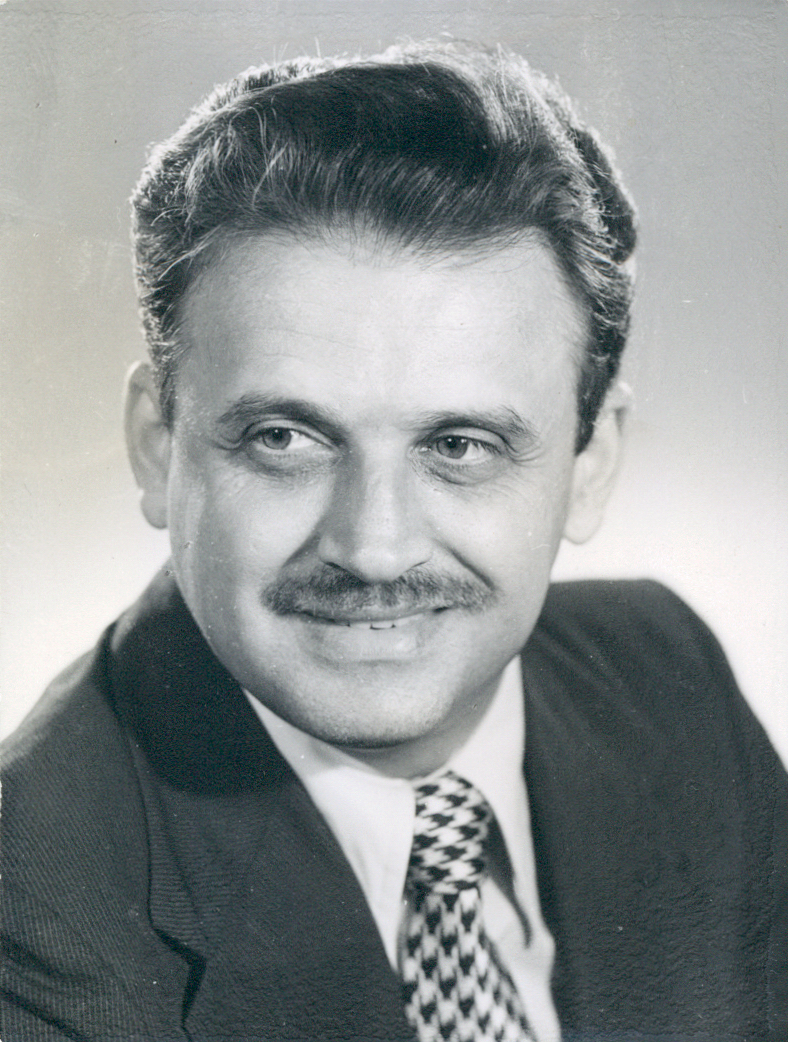
Avraham Sharir

Avraham Sharir (hebräisch אברהם שריר; geboren 23. Dezember 1932 in Iași, Königreich Rumänien; gestorben 24. März 2017 in Tel Aviv) war ein israelischer Politiker und Minister.

## Leben
Avraham Sharir wanderte als Kind mit seinen Eltern nach Mandats-Palästina ein. Er absolvierte nach dem Besuch einer High School in Givʿatajim ein Studium der Rechtswissenschaften an der Hebräischen Universität Jerusalem, das er mit der Zulassung als Rechtsanwalt abschloss. Allerdings war er nicht als Rechtsanwalt tätig, sondern zunächst zehn Jahre von 1954 bis 1964 Sekretär der Fraktion der Partei Allgemeine Zionisten (Tzionim Klalim) in der Knesset. Anschließend folgte zunächst eine Tätigkeit als Direktor der Wirtschaftsabteilung der Jewish Agency in den Vereinigten Staaten, ehe er von 1967 bis 1970 Direktor des Koordinationsbüros der Wirtschaftsorganisationen der Arbeitnehmer in Israel war. In den folgenden vier Jahren war er für das Außenministerium als Wirtschaftskonsul in Atlanta und dann von 1972 bis 1974 als Wirtschaftskonsul mit Zuständigkeit für den Westen der Vereinigten Staaten. Im Anschluss daran folgte von 1974 bis 1977 eine Tätigkeit als Generalsekretär der Liberalen Partei (Miflaga Liberalit Jisra’elit), die zum Parteienbündnis Likud gehörte.
Am 13. Juni 1977 wurde er als Vertreter des Likud erstmals zum Abgeordneten der Knesset gewählt, der er bis zum 13. Juli 1992 angehörte. Ministerpräsident Menachem Begin berief Sharir am 11. August 1981 als Tourismusminister erstmals in ein Kabinett. Dieses Amt übte er auch unter Begins Nachfolgern Jitzchak Schamir und Schimon Peres bis zum 22. Dezember 1988 aus. In diesem Amt legte er ein Konzept vor, nach dem 30 Orte in Judäa und Samaria zu touristischen Zentren ausgebaut werden sollten. In seine Amtszeit als Tourismusminister fielen auch die Feierlichkeiten zum 40. Gründungstag Israels 1988, die allerdings überschattet waren von Reisewarnungen des State Department in den Gazastreifen und das Westjordanland, die auch zum Rückgang von Touristen aus Europa führten.
Darüber hinaus war er zusätzlich vom 30. Juli 1986 bis zum 22. Dezember 1988 auch Justizminister. Während dieser Zeit unternahm er auch einen Amtsbesuch anlässlich des 45. Jahrestages des Aufstandes im Warschauer Ghetto sowie in das KZ Auschwitz und erklärte dazu:

„Dort, ins Massengrab legte ich die Säckchen Erde aus dem Heiligen Lande. Tränen standen in meinen Augen. Fast brach ich in Weinen aus. Es war eine symbolische Geste zu Ehren der Asche von Millionen, die kein Grab haben durften, deren Asche und Gebeine in fremden Gefilden verstreut wurden … In Auschwitz sieht alles ganz anders aus. Was in Israel bedeutend erscheinen mag, minimiert sich hier und verschwindet: die Querelen, die Rivalitäten, der Krieg unter Juden. Als ich dort mit dem Erziehungsminister Jitzchak Nawon Arm in Arm einherschritt, verstand ich, wie künstlich doch die Unterteilung in Parteien ist […] In Auschwitz sahen wir alle, was einem staatslosen Volk passieren kann. Nur hier kann man begreifen, wie berechtigt unser Insistieren auf Sicherheit ist.“

1990 verließ er den Likud, um die Neue Liberale Partei (Miflaga Libralit Chadascha) zu gründen und dadurch Schimon Peres die Bildung einer Minderheitsregierung zu ermöglichen. Als dieser Plan scheiterte, trat er zwar wieder dem Likud bei, erlitt jedoch bei der Wahl zur Knesset eine Wahlniederlage, die zu seinem Ausscheiden aus der Politik führte.